# Zuzana Bydžovská
Zuzana Bydžovská (* 19. Oktober 1961 in Most, Tschechoslowakei) ist eine tschechische Schauspielerin.

## Biografie
Zuzana Bydžovská studierte am Prager Konservatorium Schauspiel und stand anschließend am Národní divadlo und Divadlo Na zábradlí auf der Theaterbühne. Ihre Schauspielkarriere begann allerdings bereits viel früher. So debütierte sie im Alter von 11 Jahren in dem 1973 erschienenen und von Věra Plívová-Šimková inszenierten Familienfilm Die Kirmes ist da auf der Leinwand. Bydžovská wurde bisher vier Mal für den tschechischen Filmpreis Český lev nominiert, wovon sie drei Auszeichnungen erhielt. Sie wurde für ihre Darstellungen in Der Dorflehrer und Mamas & Papas jeweils als Beste Hauptdarstellerin und für ihre Darstellung in Gympl als Beste Nebendarstellerin ausgezeichnet.
Zuzana Bydžovská war eine Zeit lang mit dem Schauspieler Miroslav Etzler liiert.

## Filmografie (Auswahl)
- 1973: Die Kirmes ist da (Přijela k nám pouť)
- 1977: Eine Hauptrolle für Rosmaryna (Jak se točí Rozmarýny)
- 1977: Paul und Pauline (Konečně si rozumíme)
- 1980: Karlas Ehen (Karline manželstvá)
- 1981: Zieh dich bloß nicht aus! (Ten svetr si nesvlíkej)
- 1983: Die tausendjährige Biene (Tisícročná včela)
- 1983: Die kleine Krankenschwester (Sestřičky)
- 1997: Die Knöpfler (Knoflíkáři)
- 2007: Gympl
- 2008: Der Dorflehrer (Venkovský učitel)
- 2010: Mamas & Papas
- 2015: Die sieben Raben (Sedmero krkavců)